# Thiruppanandal
Thiruppanandal es una ciudad y nagar Panchayat situada en el distrito de Thanjavur en el estado de Tamil Nadu (India). Su población es de 11169habitantes (2011). Se encuentra a 53 km de Thanjavur y a 18 km de Kumbakonam.

## Demografía
Según el censo de 2011 la población de Thiruppanandal era de 11169 habitantes, de los cuales 5429 eran hombres y 5740 eran mujeres. Thiruppanandal tiene una tasa media de alfabetización del 84,10%, superior a la media estatal del 80,09%: la alfabetización masculina es del 89,51%, y la alfabetización femenina del 79%.